# Neagră bătută mustoasă
Neagră bătută mustoasă este un soi vechi de struguri roșii care era cultivat în podgoriile din sudul Moldovei, de la Odobești la Cetatea Albă. Strugurele era de mărime mijlocie, cu boabe mici și sferice, de culoare negru-vânăt. Strugurii ajungeau la maturitate la începutul lunii septembrie. Vinurile obținute din acest soi erau roșii, fără a avea o culoare prea intensă, cu multă prospețime și fructuozitate..